# Boys Don't Cry (chanson de The Cure)
Pour les articles homonymes, voir Boys Don't Cry.
Singles de The Cure
Killing an Arab
(1979) Jumping Someone Else's Train
(1979)
Pistes de Boys Don't Cry
Plastic Passion
Boys Don't Cry est une chanson du groupe The Cure sortie en single sur le label Fiction Records le 12 juin 1979.
Elle est ensuite incluse dans l'album Boys Don't Cry (variante de l'album Three Imaginary Boys destinée à l'origine au marché américain) sorti en février 1980.
Elle ressort en 1986 dans une nouvelle version qui connaît un plus large succès.
Boys Don't Cry est un incontournable du répertoire de The Cure, elle fait partie des chansons les plus souvent jouées sur scène. 

## Accueil commercial et critique
Malgré de bonnes critiques dans la presse musicale anglaise de l'époque, ce single ne remporta que peu d'écho dans les charts au Royaume-Uni, par contre, il rencontra un vrai succès en Australie où il rentra dans le Top 100, et surtout en Nouvelle-Zélande où il atteignit la 22e place, inaugurant pour Cure une longue série de hits dans ce pays où Robert Smith et ses acolytes devinrent fort populaires.
Boys Don't Cry figure parmi les meilleures chansons de The Cure dans plusieurs listes établies par la presse spécialisée :
- Les 13 meilleurs titres de The Cure par Les Inrockuptibles en 2016[3].
- Les 10 meilleures chansons du groupe par le New Musical Express en 2019[4].
- Au 4e rang des 40 meilleures chansons de la formation selon le magazine Billboard en 2019[5].
- À la 6e place des 15 plus grandes chansons de The Cure d'après l'Evening Standard en 2019 également[6].

En 1992, Robert Smith l'a citée parmi les cinq chansons qu'il préfère de son groupe.

## Contenu du single
La face B du single est occupée par la chanson Plastic Passion. Celle-ci sera également incluse dans l'album Boys Don't Cry en 1980.
45 tours
1. Boys Don't Cry - 2:34
2. Plastic Passion - 2:15

## Classements hebdomadaires
| Classement (1980)                | Meilleure position |
| -------------------------------- | ------------------ |
| Australie (ARIA)                 | 99                 |
| États-Unis (Hot Dance Club Play) | 70                 |
| Nouvelle-Zélande (RMNZ)          | 22                 |

## Réédition de 1986
Singles de The Cure
Close to Me
(1985) Why Can't I Be You?
(1987)
Clip vidéo
[vidéo] « Boys Don't Cry », sur YouTube
Boys Don't Cry  est réédité en single le 21 avril 1986 dans une version remixée, où le chant est même réenregistré par Robert Smith. Bien que précédant de quelques semaines la sortie de la compilation Standing on a Beach, cette nouvelle version n'y figure pas, laissant la place à l'originale.
Boys Don't Cry (New Voice New Mix) connaît le succès dans plusieurs pays. En France, elle reste classée pendant 12 semaines dans le Top 50, atteignant la 28e place, tandis qu'en Nouvelle-Zélande  le single rencontre à nouveau un grand succès, comme lors de sa première édition, se classant même mieux qu'à l'époque en atteignant cette fois-ci la 10e place.

### Contenu du single
Cette fois, c'est Pillbox Tales qui est en face B, avec en plus Do The Hansa sur la version maxi 45 tours, deux inédits de 1979 présentés avec un nouveau mixage.
À noter que sur le marché nord-américain, le single ne sort qu'au mois de juin 1986 avec en face A la chanson Let's Go to Bed, sortie à l'origine en 1982, la nouvelle version de Boys Don't Cry figurant en face B,.
45 tours
1. Boys Don't Cry (New Voice New Mix) - 2:38
2. Pillbox Tales - 2:54

Maxi 45 tours
1. Boys Don't Cry (New Voice Club Mix) - 5:31
2. Pillbox Tales - 2:54
3. Do the Hansa - 2:40

45 tours (États-Unis et Canada)
1. Let's Go to Bed - 3:34
2. Boys Don't Cry - 2:38

### Clip vidéo
En 1979, la chanson Boys Don't Cry n'était accompagnée d'aucune vidéo. C'est à l'occasion de sa deuxième parution en 1986 qu'un clip est réalisé par Tim Pope. On peut y voir trois jeunes garçons imiter le groupe, les acteurs Mark Heatley, Christian Andrews et Russell Ormes[réf. souhaitée] qui mimaient la chanson et, en arrière-plan, le vrai groupe dans les ombres chinoises : Robert Smith, Lol Tolhurst à la batterie, et Michael Dempsey, le bassiste des débuts rappelé spécialement pour l'occasion, reconstituant ainsi la formation de 1979. On remarque que les trois silhouettes ont les yeux rouges et que des éléments du décor ont des formes évoquant des larmes.

### Classements hebdomadaires
| Classement (1986)                       | Meilleure position |
| --------------------------------------- | ------------------ |
| Allemagne (GfK Entertainment)           | 19                 |
| Australie (ARIA)                        | 26                 |
| Belgique (Wallonie Ultratop 50 Singles) | 17                 |
| Espagne (AFYVE)                         | 31                 |
| France (SNEP)                           | 28                 |
| Nouvelle-Zélande (RMNZ)                 | 10                 |
| Pays-Bas (Nederlandse Top 40)           | 37                 |
| Pays-Bas (Single Top 100)               | 27                 |
| Royaume-Uni (UK Singles Chart)          | 22                 |

## Certifications
| Pays                       | Certification | Date       | Unités certifiées |
| -------------------------- | ------------- | ---------- | ----------------- |
| Brésil (Pro-Música Brasil) | Or            | 2024       | 20 000            |
| Espagne (Promusicae)       | Platine       | 01/2024    | 60 000            |
| Italie (FIMI)              | Platine       | 2024       | 100 000           |
| Nouvelle-Zélande (RMNZ)    | Platine       | 06/04/2023 | 30 000            |
| Portugal (AFP)             | Or            | 2020       | 5 000             |
| Royaume-Uni (BPI)          | Platine       | 31/03/2023 | 600 000           |

## Reprises
Parmi les artistes ayant repris cette chanson, on peut citer notamment :
Sur disque
- Zabriskie Point sous le titre Les garçons ne pleurent pas sur l'album live I Would Prefer Not To Live  (1999) [36] ;
- Oleander sur l'album February Son (1999) ;
- Lostprophets en version acoustique sur l'album Holographic Mirror (2004) ;
- Superbus sur la réédition de l'album Pop'n'gum (2005) ;
- Razorlight sur le single Before I Fall to Pieces (2006) ;
- Grant-Lee Phillips sur l'album Nineteeneighties (2006) ;
- Reel Big Fish sur l'album live Our Live Album Is Better Than Your Live Album (2006) ;
- Scarlett Johansson sur le EP Live Session EP (2008) ;
- Norman Palm, sur l'album Songs (2008) ;
- Oslo Swan, sur l'album Dreamin (2009).
- The Submarines sur le triple-album hommage à The Cure; The Many Faces Of The Cure (A Journey Through The Inner World Of The Cure) sur le troisième CD de l'album, The Songs.

Sur scène
- Green Day à Minneapolis en 1990[37] ;
- The Smashing Pumpkins à Washington en 1996[38] ;
- Blink 182 à Londres avec Robert Smith en 2004[39] ;
- Placebo à Londres également avec Robert Smith en 2004[40] ;
- The Libertines à Londres en 2018[41].